# Apamea amanda
Apamea amanda är en fjärilsart som beskrevs av Swinhoe 1901. Apamea amanda ingår i släktet Apamea och familjen nattflyn. Inga underarter finns listade i Catalogue of Life.